# Wyman Guin
Wyman Woods Guin (seudómino: Norman Menasco) (1 de marzo de 1915 – 19 de febrero de 1989) fue un farmacólogo y un ejecutivo de publicidad más conocido por escribir ciencia ficción.
Nació en Wanette (Oklahoma), empezó a publicar durante 1950, y se hizo notar al año siguiente con su novela 
Beyond Bedlam. 
Se le conoce más como escritor de relatos cortos y fue fuertemente asociado con la revista Galaxy Science Fiction. Produjo una única novela, The Standing Joy.